# Deister-Leine-Zeitung
Die Deister-Leine-Zeitung (DLZ) war eine Lokalzeitung mit einer verkauften Auflage von zuletzt rund 4.500 Exemplaren.

## Beschreibung
Die Deister-Leine-Zeitung erschien in der Stadt Barsinghausen und im westlichen Landkreis Hannover im Verlag Philipp August Weinaug, der zu 100 Prozent dem Verlag C.W. Niemeyer aus Hameln (Deister- und Weserzeitung) gehört.
Am 30. Januar 2012 gab  der Verlag bekannt, dass die Deister-Leine-Zeitung nach mehr als 126 Jahren ihr Erscheinen wegen fehlender Perspektiven aus wirtschaftlichen Gründen einstellt. Die letzte Ausgabe der Zeitung erschien am 29. Februar 2012.
Die Zeitung stand im Wettbewerb mit der Hannoverschen Allgemeinen Zeitung. Wie die Deister- und Weserzeitung bezog die Deister-Leine-Zeitung den „Mantel“, das heißt die überregionalen Politik-, Wirtschafts- und Sportseiten, seit 2004 von der Hannoverschen Allgemeinen, mit der vielfältige Verflechtungen bestanden, was die Zeitungsschließung gefördert haben dürfte.

## Geschichte
Die Deister-Leine-Zeitung wurde als Provinzial-Deister-Leine-Zeitung (PDLZ) im Jahr 1885 in Wennigsen bei Hannover von Louis Romeyer gegründet. Noch im selben Jahr erfolgte die Verlegung des Unternehmenssitzes nach Barsinghausen und der Verkauf an den Buchdrucker Philipp August Weinaug, nach dem der Verlag bis heute benannt ist.
Wie andere deutsche Heimatzeitungen war auch die Provinzial-Deister-Leine-Zeitung eng mit den Honoratioren der Stadt verknüpft, was der Zeitung ab 1927 den Status eines amtlichen Kreisblattes für den Landkreis Linden und nachfolgend des Landkreises Hannover sicherte.
Auch nach Beginn der NS-Diktatur konnte die Zeitung weiter wachsen und erhöhte so ihre Auflage zwischen 1934 und 1937 um zehn Prozent auf 3955 Exemplare. Wie viele andere Presseerzeugnisse musste das Blatt 1941 aus kriegswirtschaftlichen Gründen sein Erscheinen einstellen. Vom Verlag wird diese Einstellungsverfügung darauf zurückgeführt, dass man eine Zusammenarbeit mit den nationalsozialistischen Machthabern abgelehnt habe.
Nach der vom nationalsozialistischen Staat und anschließend von den Besatzungsmächten ausgesprochenen Erscheinungspause wurde die Zeitung mit der Gewährung der Pressefreiheit im Jahr 1949 als Deister-Leine-Zeitung erneut herausgegeben. Sie erschien vier Mal in der Woche, ab 1958 jeden Werktag. 1999 erfolgte die Übernahme durch die Deister- und Weserzeitung.